# Edmond Poillot
Pour les articles homonymes, voir Poillot.

Edmond Julius Poillot, né le 28 janvier 1888 à Paris 18e et mort le 25 septembre 1910  à Gellainville (Eure-et-Loir), est un journaliste, pilote pionnier de l'aviation et boxeur amateur français.

## Biographie
Edmond Poillot naît le 28 janvier 1888 du mariage de Jules Doctrové Poillot, expert-comptable, et Louise Léontine Angèle Darreau.
Il fait d'excellentes études chez les Pères Jésuites à Boulogne sur Mer (Pas-de-Calais). Ses études classiques terminées, il voyage deux ans en Europe. Puis en 1907 il débute à L’Auto, dans le journalisme sportif, dont il est à cette époque le plus jeune représentant. Il y était fort bien préparé par sa connaissance pratique de presque tous les sports. Bon cavalier, fleurettiste entraîné, il avait fait aussi de l’aviron, du tennis, du patinage.
Il est surtout excellent boxeur et représente plusieurs fois la France dans des compétitions internationales de boxeurs amateurs, dont les Jeux olympiques de 1908 à Londres, où il est battu en quarts de finale de la catégorie poids plumes par Richard Gunn qui remportera le titre Olympique,,.
Mais les sports mécaniques l’attirent et, après s’être occupé de yachting automobile, il se voit confier la rubrique aéronautique de L’Auto. Il collabore aussi à La Vie au grand air et à L'Aérophile.
Une courte envolée en qualité de passager avec Louis Blériot dans la cuvette d’Issy-les-Moulineaux (Hauts-de-Seine) le décide à abandonner le journalisme et à devenir aviateur à son tour. En septembre 1909 il effectue ses premiers vols au camp de Châlons sur un biplan Voisin. En janvier 1910 il quitte le journal l’Auto pour faire son apprentissage à l’école de pilotage Voisin de Mourmelon (Marne),.
Au printemps 1910 il effectue pendant deux mois une série d’exhibitions publiques en Espagne, en particulier à Barcelone le 28 mars, et au Portugal. Le 6 août 1910 il est engagé par Robert Savary pour diriger son école de pilotage à Chartres (Eure-et-Loir). Le 11 août 1910 il passe les trois épreuves du brevet de pilote aviateur de l’Aéro-Club de France, à Chartres, sur biplan Savary, qui lui est délivré sous le no 182 le 29 août 1910 et devient chef pilote Savary à l’aérodrome de Chartres.

## Accident aérien

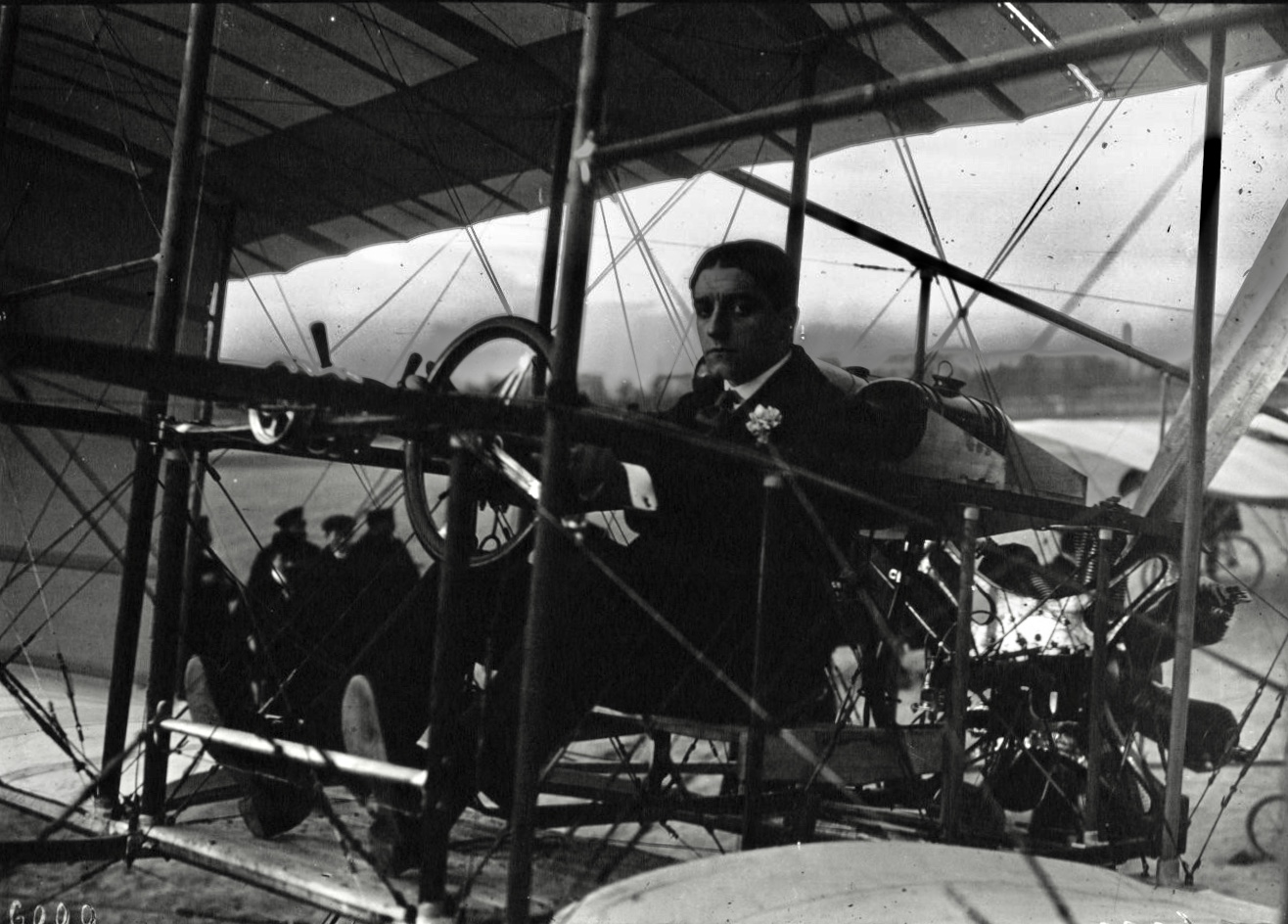
Edmond Poillot aux commandes d’un biplan (1910).

Le dimanche 25 septembre 1910, Edmond Poillot effectue des vols avec ses élèves dans les faubourgs de Chartres, sur son biplan Savary à deux hélices. Lors de son 5e vol de la journée, avec Gérard Partiot pour passager, alors qu'il effectue sa descente pour atterrir et qu’il vire à une vingtaine de mètres du sol pour éviter un bosquet, son aéroplane pique du nez, fait une culbute presque complète, tourbillonne deux fois sur lui-même, puis s'effondre sur le sol au lieu-dit Marin Fosse, à Gellainville (Eure-et-Loir). Edmond Poillot succombe quelques minutes plus tard à une fracture du crâne et à une rupture de la colonne vertébrale,,,,,.
Son passager, Gérard Partiot, n’est que blessé, mais il trouvera à son tour la mort à la suite d'une collision d’aéroplanes avec son camarade Peugeot, à l'école d'aviation militaire du Pont-Long, à Pau (Pyrénées-Atlantiques) le 5 octobre 1915.
À cette époque, les accidents d'aviation n'étaient suivis d'aucune enquête, technique ou administrative, les causes de cet accident sont donc restées inconnues : une rafale de vent,, ou une déchirure de la toile d'une des ailes dont s’est souvenu Gérard Partiot,, peut-être due à la rupture d’un tendeur,, ou la perte de vitesse due à une résistance structurelle à l’avancement du biplan Savary ?
Le 27 septembre 1910, le corps d'Edmond Poillot est transféré à son domicile, à Paris,. Les obsèques sont célébrées le 29 septembre 1910 en l’église Saint-Jean-l’Évangéliste de Montmartre et il est inhumé au cimetière du Nord, communément appelé cimetière de Montmartre, dans la 14e division,. Le surlendemain, le 1er octobre 1910, sa maîtresse Gabrielle Prévôst, danseuse, inconsolable, se donne la mort sur sa tombe d’une balle dans le cœur,.
Edmond Poillot volait, mais il semblait qu'il avait un pressentiment du sort qui lui était réservé :

« Que veux-tu mon vieux, si la fatalité veut que je succombe, nous le verrons bien ! »

— Propos tenus à un passager la semaine précédant son accident

« Je suis engagé au meeting de la Baie de Seine ; Avec cette nouvelle, je vous adresse quelques détails sur moi pour que vous prépariez ma nécrologie. »

— Lettre à Frantz Reichel, 2 août 1910
De fait à ce meeting de la Baie de Seine, le dernier jour, le 6 septembre 1910, il est soufflé et violemment plaqué dans un virage, l'appareil est détruit mais lui s'en sort miraculeusement indemne,.

## Hommages

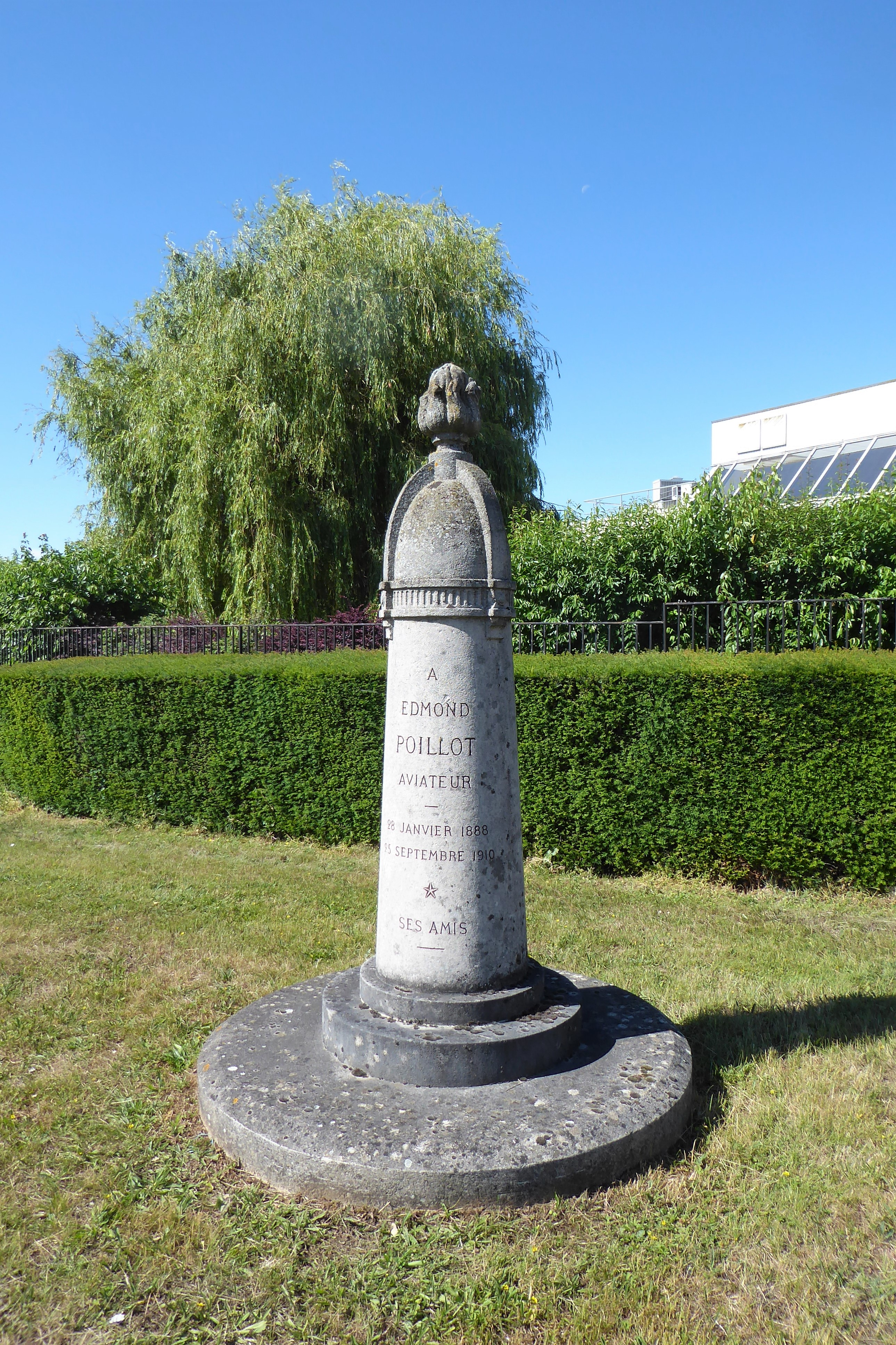
Monument à Edmond Poillot.

- Le 15 octobre 1911 un monument élevé par souscription à la mémoire de l'aviateur Edmond Poillot, la  première  victime  de  l'aviation tombée sur le sol beauceron, a été inauguré à l'aérodrome de Chartres, presque en bordure de la route, sur  un  terrain  acquis  par  la  Société  chartraine  d'encouragement  à  l'aviation.

Le monument, œuvre de M. Armand Mouton, architecte à Chartres, se compose d'une triple assise de pierres sur laquelle repose une pyramide monolithique surmontée d'une flamme, sculptée  dans  la  matière.  Sur  un  côté  on  lit  cette  inscription : À Edmond Poillot, aviateur, 21 janvier 1888 - 25 septembre 1910. Ses amis,.
- Une rue porte son nom à Chartres[32],[33].

Le monument à sa mémoire y a été déplacé en 1966, à l’angle de la rue de Sours.
- Le 6 octobre 1912, au meeting aérien organisé par l'Union Aérienne à l'aérodrome de Port-Aviation, à Juvisy (Essonne), s'est disputé le Prix Edmond Poillot, un cross-country international sur le parcours Juvisy-Monthléry aller-retour, soit 20 km[34]. Il a été remporté par Maurice Guillaux, sur Clément-Bayard[35].